# Choristosoria pteroides
Choristosoria pteroides là một loài thực vật có mạch trong họ Adiantaceae. Loài này được (L.) Mett. & Kuhn miêu tả khoa học đầu tiên năm 1879.